# Hunker
Hunker és una població dels Estats Units a l'estat de Pennsilvània. Segons el cens del 2000 tenia 329 habitants.

## Demografia
Segons el cens del 2000, Hunker tenia 329 habitants, 136 habitatges, i 102 famílies. La densitat de població era de 343,3 habitants per quilòmetre quadrat.
Dels 136 habitatges en un 25% hi vivien nens de menys de 18 anys, en un 67,6% hi vivien parelles casades, en un 6,6% dones solteres, i en un 24,3% no eren unitats familiars. En el 21,3% dels habitatges hi vivien persones soles l'11,8% de les quals corresponia a persones de 65 anys o més que vivien soles. El nombre mitjà de persones vivint en cada habitatge era de 2,42 i el nombre mitjà de persones que vivien en cada família era de 2,83.
Per edats la població es repartia de la següent manera: un 17% tenia menys de 18 anys, un 6,4% entre 18 i 24, un 28% entre 25 i 44, un 33,4% de 45 a 60 i un 15,2% 65 anys o més.
L'edat mediana era de 44 anys. Per cada 100 dones de 18 o més anys hi havia 100,7 homes.
La renda mediana per habitatge era de 40.313 $ i la renda mediana per família de 43.750 $. Els homes tenien una renda mediana de 32.396 $ mentre que les dones 15.833 $. La renda per capita de la població era de 22.045 $. Entorn del 7,6% de les famílies i el 6,1% de la població estaven per davall del llindar de pobresa.

## Poblacions més properes
El següent diagrama mostra les poblacions més properes.